# زملول ياباني
زملول ياباني (الاسم العلمي: Exobasidium japonicum) هو نوع من الفطريات يتبع جنس الزملول من فصيلة الزملولية.